# Agustín Olivera
Agustín Olivera, vollständiger Name Agustín Olivera Scalabrini, (* 2. März 1992 in Montevideo) ist ein uruguayischer Fußballspieler.

## Karriere
Der 1,82 Meter große Mittelfeldakteur Olivera stieß zur Apertura 2013 aus der Nachwuchsmannschaft von Centro Atlético Fénix zum Erstligakader. In der Spielzeit 2013/14 absolvierte er dort zwölf Spiele in der Primera División. In der Saison 2014/15 wurde er einmal (kein Tor) eingesetzt. Mitte August 2015 wechselte er nach Italien zum FC Modena und bestritt elf Zweitligaspiele (ein Tor) bevor er Ende Januar 2016 an den Drittligisten FC Catanzaro ausgeliehen wurde. Dort lief er bis Saisonabschluss in 13 Partien (zwei Tore) der Serie C auf. Anschließend kehrte er zum FC Modena zurück und absolvierte für den Klub in der Spielzeit 2016/17 21 Spiele (ein Tor) in der Serie C1 und zwei Begegnungen (kein Tor) der Coppa Italia.